# Симон, Каролин
Каролин Симон (нем. Carolin Simon; род. 24 ноября 1992, Кассель) — профессиональная немецкая футболистка, играющая на позиции левого защитника в «Баварии» и национальной сборной Германии.

## Клубная карьера
Каролин Симон начала свою карьеру в спортивном клубе «Айнтрахт Баунаталь», а летом 2008 года переехала в команду «Ян Кальден».
1 января 2010 года она присоединилась к клубу из Бундеслиги — «Гамбург», подписав контракт, который действовал до 30.06.2012. В течение двух с половиной лет, проведённых в «Гамбурге», Каролин сыграла 58 матчей, забив семь голов. После вылета Гамбурга в Регионаллигу, в начале 2012 года Симон подписала контракт на два года с «Вольфсбургом» (до 30.06.2014), который искал замену травмированной Марен Тецлафф. Тем не менее, в «Вольфсбурге» Каролин играла в основном за вторую команду, сыграв только два матча в Кубке Германии за основную команду. В январе 2013 года клуб объявил об разрыве контракта по обоюдному согласию.
Вскоре после этого было объявлено, что Симон подписала соглашение с «Байер 04 Леверкузен». В Леверкузене защитница была частью стартового состава следующие три с половиной года и смогла выиграть с командой в 2015 году последний Кубок DFB-Hallenpokal.
«После почти четырех лет работы с «Байером», я вижу, что пришло время что-то менять, чтобы продолжать развиваться личностно и спортивно. У меня было хорошее и поучительное время в Леверкузене, но теперь я хочу познать что-то новое»
В конце сезона 2015/16 Симон не стала продлевать контракт с «Байером» и присоединилась к «Фрайбургу».
2 июля 2018 года французский «Олимпик Лион» объявил о подписании Каролин Симон, контракт защитницы рассчитан до конца сезона-2019/20. По завершении сезона 2018/19 Симон перешла в мюнхенскую «Баварию», сумма трансфера составила 50 000 евро.

## Международная карьера
С 2007 года Симон стала вызываться немецкой федерацией футбола в национальные молодежные команды, начиная с U-15, с которой она сыграла 5 матчей, а год спустя получила вызов в команду U-16, в которой она провела ещё 5 встреч в период с 2008 по 2009 год.
В команде U-17 дебютировала 29 января 2008 года в игре против сборной Новой Зеландии, которую Германия обыграла со счетом 4:0. Выступая за молодежную сборную Германии до 17 лет, стала победителем Чемпионата Европы-2008 и Чемпионата Европы-2009. В целом Каролин сыграла за Германию U-17 14 матчей.
За сборную Германии до 19 лет первый матч провела 27 октября 2009 года против шведских сверстниц. Принимала участие в Чемпионате Европы 2011, проведя четыре матча на турнире, в том числе в финале, где Германия разгромила сборную Норвегии со счётом 8-1. В целом, между 2009 и 2011 годами, защитница отыграла за команду U-19 13 матчей, забив 2 мяча.
С национальной сборной Германии до 20 лет играла на Чемпионате мира 2012 года в Японии, выходя на поле в пяти из шести матчей сборной. Финальный поединок, 8 сентября 2012 года, Германия проиграла соперницам из США со счётом 1:0.
Первый вызов во взрослую сборную Германии Симон получила при тренере Штеффи Джонс. В товарищеском матче против сборной Норвегии, 29 ноября 2016 года, Каролин вышла на поле на 46' минуте. Первым большим турниром с первой командой Германии для Каролин стал Чемпионат Европы 2017 года.

## Статистика выступлений

### Клубная статистика
Статистика приведена по состоянию на 15 декабря 2018
| Клуб                | Сезон            | Чемпионат страны | Чемпионат страны | Кубок страны | Кубок страны | Кубок Лиги страны | Кубок Лиги страны | Еврокубки | Еврокубки | Итого | Итого |
| Клуб                | Сезон            | Игры             | Голы             | Игры         | Голы         | Игры              | Голы              | Игры      | Голы      | Игры  | Голы  |
| ------------------- | ---------------- | ---------------- | ---------------- | ------------ | ------------ | ----------------- | ----------------- | --------- | --------- | ----- | ----- |
| Гамбург             | 2009-2010        | 9                | 0                | 0            | 0            | 0                 | 0                 | 0         | 0         | 9     | 0     |
| Гамбург             | 2010-2011        | 19               | 4                | 2            | 0            | 0                 | 0                 | 0         | 0         | 21    | 4     |
| Гамбург             | 2011-2012        | 20               | 2                | 3            | 0            | 5                 | 1                 | 0         | 0         | 28    | 3     |
| Гамбург             | Итого            | 48               | 6                | 5            | 0            | 5                 | 1                 | 0         | 0         | 58    | 7     |
| Вольфсбург          | 2012             | 0                | 0                | 2            | 0            | 0                 | 0                 | 0         | 0         | 2     | 0     |
| Вольфсбург          | Итого            | 0                | 0                | 2            | 0            | 0                 | 0                 | 0         | 0         | 2     | 0     |
| Байер 04 Леверкузен | 2012-2013        | 8                | 2                | 0            | 0            | 0                 | 0                 | 0         | 0         | 8     | 2     |
| Байер 04 Леверкузен | 2013-2014        | 20               | 1                | 1            | 0            | 0                 | 0                 | 0         | 0         | 21    | 1     |
| Байер 04 Леверкузен | 2014-2015        | 20               | 2                | 2            | 1            | 0                 | 0                 | 0         | 0         | 22    | 3     |
| Байер 04 Леверкузен | 2015-2016        | 22               | 1                | 2            | 0            | 0                 | 0                 | 0         | 0         | 24    | 1     |
| Байер 04 Леверкузен | Итого            | 70               | 6                | 5            | 1            | 0                 | 0                 | 0         | 0         | 75    | 7     |
| Фрайбург            | 2016-2017        | 22               | 3                | 4            | 1            | 0                 | 0                 | 0         | 0         | 26    | 4     |
| Фрайбург            | 2017-2018        | 13               | 2                | 1            | 0            | 0                 | 0                 | 0         | 0         | 14    | 2     |
| Фрайбург            | Итого            | 35               | 5                | 5            | 1            | 0                 | 0                 | 0         | 0         | 40    | 6     |
| Лион                | 2018-2019        | 8                | 0                | 0            | 0            | 0                 | 0                 | 1         | 0         | 9     | 0     |
| Лион                | Итого            | 8                | 0                | 0            | 0            | 0                 | 0                 | 1         | 0         | 9     | 0     |
| Итого за карьеру    | Итого за карьеру | 161              | 17               | 17           | 2            | 5                 | 1                 | 1         | 0         | 184   | 20    |

### Матчи и голы за сборную Германии
Статистика взята с профиля Каролин Симон на сайте dfb.de
| Матчи и голы Каролин Симон за сборную Германии | Матчи и голы Каролин Симон за сборную Германии | Матчи и голы Каролин Симон за сборную Германии | Матчи и голы Каролин Симон за сборную Германии | Матчи и голы Каролин Симон за сборную Германии | Матчи и голы Каролин Симон за сборную Германии | Матчи и голы Каролин Симон за сборную Германии | Матчи и голы Каролин Симон за сборную Германии |
| №                                              | Дата                                           | Оппонент                                       | Счёт                                           | Голы                                           | Соревнование                                   |                                                |                                                |
| 2016                                           | 2016                                           | 2016                                           | 2016                                           | 2016                                           | 2016                                           | 2016                                           | 2016                                           |
| ---------------------------------------------- | ---------------------------------------------- | ---------------------------------------------- | ---------------------------------------------- | ---------------------------------------------- | ---------------------------------------------- | ---------------------------------------------- | ---------------------------------------------- |
| 1                                              | 29/11/2016                                     | Норвегия                                       | 1:1                                            |                                                | Товарищеский матч                              |                                                |                                                |
| 2017                                           |                                                |                                                |                                                |                                                |                                                |                                                |                                                |
| 2                                              | 09/04/2017                                     | Канада                                         | 2:1                                            |                                                | Товарищеский матч                              |                                                |                                                |
| 3                                              | 04/07/2017                                     | Бразилия                                       | 3:1                                            |                                                | Товарищеский матч                              |                                                |                                                |
| 4                                              | 17/07/2017                                     | Швеция                                         | 0:0                                            |                                                | ЧЕ-2017                                        |                                                |                                                |
| 5                                              | 25/07/2017                                     | Россия                                         | 0:2                                            |                                                | ЧЕ-2017                                        |                                                |                                                |
| 6                                              | 16/09/2017                                     | Словения                                       | 6:0                                            |                                                | Квалификация к ЧМ-2019                         |                                                |                                                |
| 7                                              | 19/09/2017                                     | Чехия                                          | 0:1                                            |                                                | Квалификация к ЧМ-2019                         |                                                |                                                |
| 8                                              | 24/10/2017                                     | Фарерские острова                              | 11:0                                           |                                                | Квалификация к ЧМ-2019                         |                                                |                                                |
| 2018                                           |                                                |                                                |                                                |                                                |                                                |                                                |                                                |
| 9                                              | 10/06/2018                                     | Канада                                         | 2:3                                            |                                                | Товарищеский матч                              |                                                |                                                |
| 10                                             | 01/09/2018                                     | Исландия                                       | 0:2                                            |                                                | Квалификация к ЧМ-2019                         |                                                |                                                |
| 11                                             | 04/09/2018                                     | Фарерские острова                              | 0:8                                            | 58′ 73′                                        | Квалификация к ЧМ-2019                         |                                                |                                                |
| 12                                             | 06/10/2018                                     | Австрия                                        | 3:1                                            |                                                | Товарищеский матч                              |                                                |                                                |
| 13                                             | 10/11/2018                                     | Италия                                         | 5:2                                            |                                                | Товарищеский матч                              |                                                |                                                |
| 14                                             | 13/11/2018                                     | Испания                                        | 0:0                                            |                                                | Товарищеский матч                              |                                                |                                                |

Итого: 14 матчей.

## Достижения

### В сборной
- Чемпионат мира (до 20 лет): серебряный призёр (1) 2012
- Чемпионат мира (до 17 лет): бронзовый призёр (1) 2008
- Чемпионат Европы (до 19 лет): победитель (1) 2011
- Чемпионат Европы (до 17 лет): победитель (2) 2008; 2009